# Bontkraag

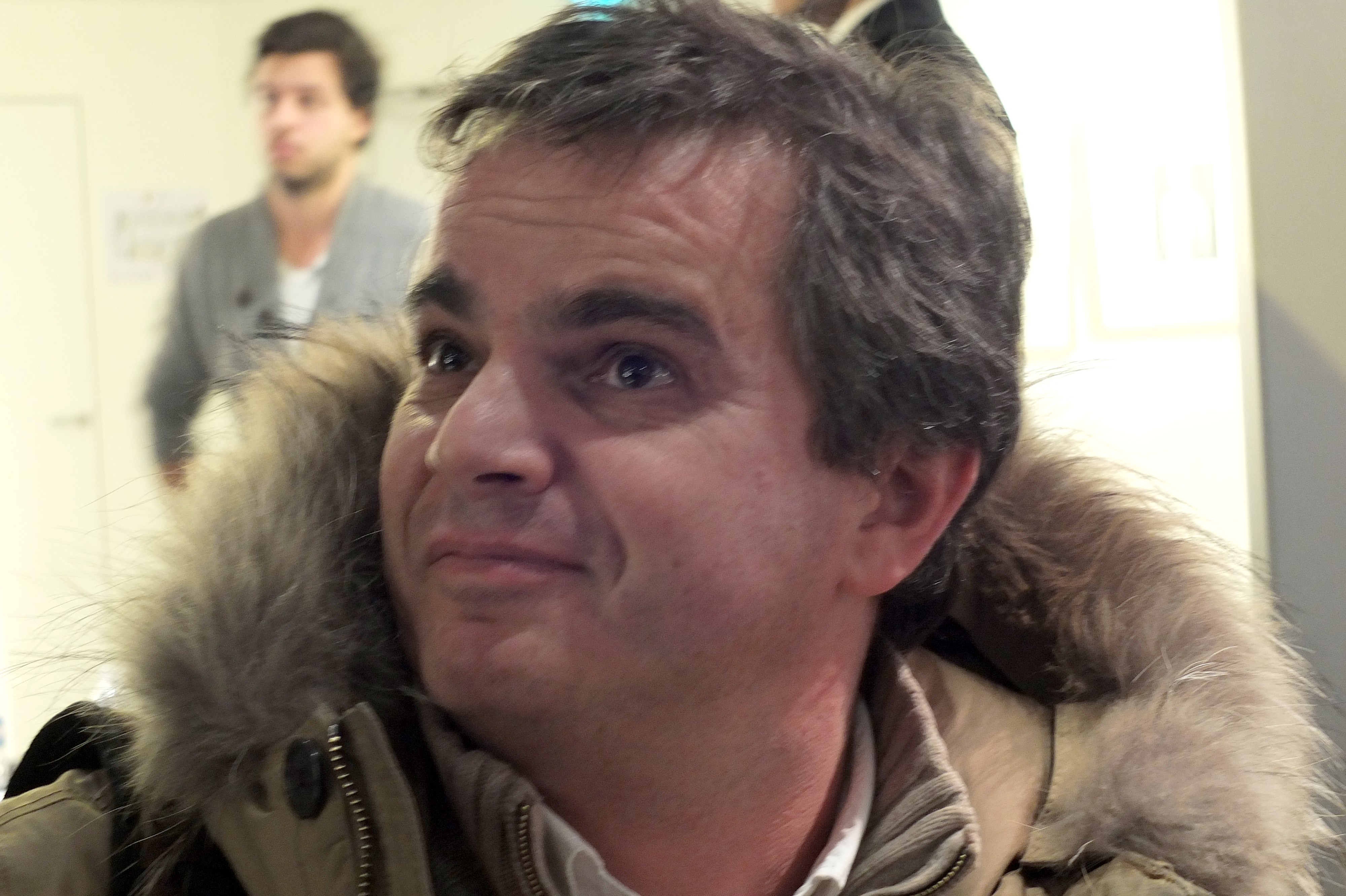
De Franse cineast Alexandre Jardin met een bontkraag

Een bontkraag is een kraag van bont of namaakbont op kleding.

## Kleding
Bont was lange tijd niet of nauwelijks te zien in het Nederlands straatbeeld. Vanaf het begin van de 21e eeuw begon bont echter aan een opmars. Hoewel bont sinds de jaren 80 "not done" was geweest, groeide het dragen van een bontkraag aan de jas in enkele jaren uit tot een statussymbool voor (met name) jongeren. De opmars van bontkraagjes op kleding leidt sindsdien met enige regelmaat tot protesten in de media. Zo ontving de Nederlandse minister Van der Hoeven enkele duizenden protestbrieven toen zij in 2007, bij het aantreden van het nieuwe kabinet, een kraagje van vossenbont droeg. De e-mailactie vond plaats op initiatief van de Partij voor de Dieren, omdat het fokken van de vossen volgens deze partij plaatsvindt onder erbarmelijke omstandigheden. Volgens de dierenbeschermingsorganisatie Bont voor Dieren is het bont van het bontkragen veelal afkomstig van wasbeerhonden die voor hun vacht gefokt worden.

## Associatie met hangjongeren
Het dragen van een zwartleren jack met bontkraag wordt in Nederland geassocieerd met jongens van Marokkaanse afkomst. De cultuursociologe Aniek Smit deed onderzoek naar de mode onder Marokkanen. In een interview met de VARA besprak zij ook het zwartleren jack met bontkraag dat door veel Marokkaanse Nederlanders gedragen wordt. Volgens haar heeft deze mode niets met hun Marokkaanse oorsprong te maken, maar willen de dragers net een eigen stijl ontwikkelen.
'Bontkraag' of 'bontkraagje' verwijzen sinds de jaren 2010 eveneens naar hangjongeren die overlast veroorzaken of zich schuldig maken aan criminaliteit. De term werd geïntroduceerd door weblogs als GeenStijl. Inmiddels wordt de term ook in de Nederlandse geschreven media gebruikt, als term voor criminele hangjongeren. De terminologie is afkomstig van het stereotype van jongeren met een leren jack of jas met een namaakbontkraag aan de capuchon.